# Oxypetalum humile
Oxypetalum humile là một loài thực vật có hoa trong họ La bố ma. Loài này được (Morong) Hassl. mô tả khoa học đầu tiên năm 1903.